# De Faker
De Faker is een Nederlands kindertelevisieprogramma op NPO Zapp. Het wordt sinds 2020 uitgezonden door AVROTROS tijdens het NPO Zappblok op NPO 3. Naast de reguliere seizoenen zijn er ook specials van het televisieprogramma met als titel De Faker Feestmaand en De Faker op Vakantie verschenen.

## Format
Ieder seizoen gaan twee teams van drie personen de strijd met elkaar om de faker te ontmaskeren. Per aflevering gaat een lid van een team bij een gezin op bezoek om de faker te ontmaskeren. De faker doet zich voor als onderdeel van het gezin maar is in feite een acteur die de speurneuzen op het verkeerde been probeert te zetten. Ieder teamlid loopt een dag mee bij het gezin en doet verschillende creatieve opdrachten met de verschillende gezinsleden om erachter te komen wie de faker is. In het huis is een kamer ingericht voor het teamlid waar deze zich kan terugtrekken om na te denken wie de faker is. Na het avondeten maakt het teamlid zijn of haar keuze bekend. Weet hij of zij de faker te ontmaskeren, scoort zij een punt voor zijn of haar team. Wijst het teamlid een familielied aan die niet de faker is, dan verdient het gezin een sportief uitje. Ongeacht of de faker wordt ontmaskert, krijgt ieder deelnemend gezin de fakerbeker.

## Seizoenen
| Seizoen                | Uitzendjaar | Team 1               | Team 1                | Team 1                | Team 2               | Team 2              | Team 2            | Ref    |
| ---------------------- | ----------- | -------------------- | --------------------- | --------------------- | -------------------- | ------------------- | ----------------- | ------ |
| 1                      | 2020-2021   | Klaas van der Eerden | Niek Roozen           | Juvat Westendorp      | Stephanie van Eer    | Shelly Sterk        | Marije Zuurveld   | [ 4 ]  |
| De Faker op Vakantie 1 | 2021        | Steven Kazàn         | Niek Roozen           | Juvat Westendorp      | Stephanie van Eer    | Shelly Sterk        | Marije Zuurveld   | [ 5 ]  |
| 2                      | 2021        | Steven Kazàn         | Hamza Othman          | Niek Roozen           | Stefania Liberakakis | Moïse Trustfull     | Marije Zuurveld   | [ 6 ]  |
| 3                      | 2022        | Steven Kazàn         | Soy Kroon             | Hamza Othman          | Stefania Liberakakis | Britt Scholte       | Moïse Trustfull   | [ 7 ]  |
| De Faker op Vakantie 2 | 2022        | Britt Scholte        | Tim Senders           | Juvat Westendorp      | Stephanie van Eer    | Steven Kazàn        | Shannon Hilversum | [ 8 ]  |
| 4                      | 2022        | Soy Kroon            | Niek Roozen           | Juvat Westendorp      | Stephanie van Eer    | Britt Scholte       | Jamie Kazàn       | [ 9 ]  |
| 5                      | 2022        | Nienke van Dijk      | Tim Senders           | Simon de Wit          | Shannon Hilversum    | Jamie Kazàn         | Kaj van der Voort | [ 10 ] |
| De Faker Feestmaand 1  | 2022        | Sera de Bruin        | Nienke van Dijk       | Simon de Wit          | Shannon Hilversum    | Niek Roozen         | Kaj van der Voort | [ 11 ] |
| 6                      | 2023        | Sera de Bruin        | Nienke van Dijk       | Leendert de Ridder    | Numidia El Morabet   | Kaj van der Voort   | Marije Zuurveld   | [ 12 ] |
| 7                      | 2023        | Sera de Bruin        | Thomas van Grinsven   | Hamza Othman          | Numidia El Morabet   | Elbert Smelt        | Juvat Westendorp  | [ 13 ] |
| De Faker op Vakantie 3 | 2023        | Nienke van Dijk      | Steven Kazàn          | Niek Roozen           | Rein van Duivenboden | Noël van Kleef      | Vincent Visser    | [ 14 ] |
| De Faker Feestmaand 2  | 2023        | Evita Mac-nack       | Joris Marseille       | Annabelle Zandbergen  | Harvey Elgood        | Florien Ferdinandus | Jay Pothof        | [ 15 ] |
| 8                      | 2024        | Rob Dekay            | Kim-Lian van der Meij | Marlijn Weerdenburg   | Tatum Dagelet        | Juvat Westendorp    | Anne-Mar Zwart    | [ 16 ] |
| 8                      | 2024        | Dorian Bindels       | Dzifa Kusenuh         | Leendert de Ridder    | Jasey Harders        | Duncan Tromp        | Marije Zuurveld   | [ 17 ] |
| De Faker op Vakantie 4 | 2023        | Nienke van Dijk      | Steven Kazàn          | Leendert de Ridder    | Noah de Nooij        | Vincent Visser      | Roosmarijn Wind   | [ 18 ] |
| De Faker Feestmaand 3  | 2023        | Janouk Kelderman     | Pascal Tan            | Tirsa With            | Ron Boszhard         | Dzifa Kusenuh       | Anne-Mar Zwart    | [ 19 ] |
| 9                      | 2025        | Dorian Bindels       | Bettina Holwerda      | Kim-Lian van der Meij | Anne Appelo          | Tatum Dagelet       | Juvat Westendorp  | [ 20 ] |
| 9                      | 2025        | Britt Gerrits        | Danique Graanoogst    | Jasey Harders         | Ayoub Louihrani      | Sterrin Smalbrugge  | Wildebras         | [ 21 ] |